# 金泉警察署
金泉警察署（キムチョンけいさつしょ）は、慶北地方警察庁所管の警察署である。

## 管轄区域
- 金泉市

## 沿革
- 1945年10月21日 - 開署
- 1983年10月25日 - 現在の庁舎が完成

## 組織
- 警務課
- 生活安全課
- 捜査課
- 警備交通課
- 情報保安課

## 管轄派出所
- 東部派出所
- 北部派出所
- 西部派出所
- 駅前派出所
- 中央派出所
- 牙浦派出所
- 甘文派出所
- 亀城派出所
- 農南派出所
- 大徳派出所
- 禦侮派出所
- 釜項派出所
- 助馬派出所
- 甑山派出所
- 知礼派出所
- 直指派出所